# Alberico di Cîteaux
Alberico di Cîteaux (... – Saint-Nicolas-lès-Cîteaux, 26 gennaio 1108) è stato un abate francese, uno dei fondatori dell'Ordine cistercense.

## Biografia
Non conosciamo nulla della sua infanzia, al punto che non siamo in grado di individuarne la data di nascita, ma conosciamo la sua esperienza religiosa e umana, all'interno del monachesimo europeo.
Ancora giovane si pose sotto la guida di Roberto di Molesme che guidava un gruppo di religiosi nei pressi di Tonnerre. Quel luogo però era inadatto alla nascita di un monastero e perciò nel 1075 questa comunità si trasferì a Molesme, dove nacque il monastero, grazie anche a cospicue donazioni. Roberto ne fu l'abate e Alberico il priore.
Ma il clima di iniziale serenità si guastò e alcuni monaci si ribellarono, tanto che sia Roberto che Alberico si videro costretti ad allontanarsi. Non molto più tardi, però, i monaci chiesero il ritorno di Roberto e Alberico, i quali tuttavia cominciarono a trovare inadatto lo stile di vita di Molesme. Insieme ad altri monaci si recarono quindi a Cîteaux, dove nel 1098 fondarono un nuovo ordine, che da questa cittadina prese il nome di "Ordine cistercense". Alberico, devotissimo della Madonna, che gli sarebbe apparsa più volte, lo pose sotto la sua celeste protezione.
Roberto, che del nuovo ordine monastico fu il primo abate, lasciò per ordine di papa Urbano II il monastero e gli succedette Alberico, che rimase abate fino al giorno della sua morte.